# Lolo Mazop
Der Lolo Mazop (kurz Mazop) ist ein osttimoresischer Berg im Verwaltungsamt Bobonaro (Gemeinde Bobonaro). Er befindet sich im Osten der Aldeia Mazop (Suco Ai-Assa), umrahmt von den Flüssen Laco und Masi. Östlich des Berges mündet der Masi in den Laco. Es sind Nebenflüsse des Loumea.
Vom Westhang des Mazops hinab, bis zum Nachbargipfel liegt das Dorf Mazop.